# Zsizsikformák
A zsizsikformák (Bruchinae) a rovarok (Insecta) osztályának bogarak (Coleoptera) rendjébe és a mindenevő bogarak (Polyphaga) alrendjébe, ezen belül a levélbogárfélék (Chrysomelidae) családjába tartozó alcsalád.

## Rendszerezés
A alcsaládhoz az alábbi nemek tartoznak:
- Abutiloneus Bridwell, 1946
- Acanthoscelides Schilsky, 1905
- Algarobius Bridwell, 1946
- Althaeus Bridwell, 1946
- Amblycerus Thunberg, 1815
- Borowiecius Anton, 1994
- Bruchidius Schilsky, 1905
- Bruchus Linnaeus, 1767
- Callosobruchus Pic, 1902
- Caryedes Hummel, 1827
- Caryedon Schoenherr, 1823
- Caryobruchus Bridwell, 1929
- Gibbobruchus Pic, 1913
- Kitorhinus Fischer von Waldheim, 1809
- Lithraeus Bridwell, 1952
- Megacerus Fahraeus, 1839
- Meibomeus Bridwell, 1946
- Merobruchus Bridwell, 1946
- Mimosestes Bridwell, 1946
- Neltumius Bridwell, 1946
- Sennius Bridwell, 1946
- Stator Bridwell, 1946
- Stylantheus Bridwell, 1946
- Zabrotes Horn, 1885